# Achryson quadrimaculatum
Achryson quadrimaculatum là một loài bọ cánh cứng trong họ Cerambycidae.